# 詹姆斯·高伯瑞
詹姆斯·肯尼斯·高伯瑞（英語：James Kenneth Galbraith，1952年1月29日—），美國著名經濟學者，為凱恩斯學派的一員。現為德克薩斯州大學奧斯汀分校教授。其父約翰·肯尼斯·高伯瑞，也是美國著名經濟學學者。

## 生平
1974年畢業於哈佛大學經濟學系，1974年至1975年間，他取得馬歇爾獎學金，至英國劍橋大學國王學院就讀。1981年於耶魯大學取得經濟學博士。

## 外部連結
- 詹姆斯·肯尼士·高伯瑞個人首頁 （页面存档备份，存于），及其論文著作